# آونگان
آونگان یکی از کارخانه‌های مستقر در اراک است که در زمینه تولید زیرساخت‌ها و تجهیزات در حوزه‌های برق قدرت، مخابرات، فولادسازی و صنایع نفت‌وگاز همچنین در زمینه تولید لوله‌های دوجداره، مقاطع فولادی و گالوانیزه و گریتینگ فعالیت می‌کند که در سال ۱۳۵۳ افتتاح شده است. تولید اصلی این شرکت، دکل انتقال نیرو و دکل مخابراتی است.
شرکت آونگان بزرگ‌ترین پس از واگذاری به بخش خصوصی با مشکلات اقتصادی مواجه شد. واحد صنعتی آونگان با تولید انواع نبشی و دکل‌های انتقال انرژی از کارخانه‌های با سابقه اراک است که در سال ۱۳۸۳ به بخش خصوصی واگذار شد. آونگان در زمره نخستین واحدهایی بود که در قالب اصل ۴۴ واگذار شد اما بعد از واگذاری با تنگناهایی مواجه شد. این شرکت پس از هشت سال عدم فعالیت در اواخر سال ۱۳۹۷به شرط احیا، استفاده حداکثری از ظرفیت تولید، به‌کارگیری کارگرانی است که هنوز بازنشسته نشدند و پرداخت حقوق معوقه کارگران بازنشسته و نیز در حال کار، به حوزه علمیه خاتم‌الانبیا اراک واگذار شد.
این شرکت پیش‌تر تحت نماد «فاون» عضو بورس اوراق بهادار تهران بود که پس از مشکلات واگذاری و رکود، از بورس اخراج گشت.